# Wallace Clement Sabine
Wallace Clement Sabine (13 de junho de 1868 — 10 de janeiro de 1919) foi um físico norte-americano.
Fundou o campo da arquitetura acústica. Graduou-se pela Universidade de Ohio em 1886 aos 18 anos, antes de entrar para a Universidade de Harvard para estudos de pós-graduação, onde permaneceu depois como membro da faculdade. Sabine foi o arquiteto acústico do Symphony Hall em Boston, considerada uma das três melhores salas de música do mundo.